# Guerre aérienne pendant la guerre d'Hiver
La guerre aérienne dans la guerre d'Hiver fut l'aspect aérien de la guerre d'Hiver entre la Finlande et l'Union soviétique du 30 novembre 1939 au 13 mars 1940. Alors que les forces aériennes soviétiques étaient beaucoup plus nombreuses que celles finlandaises, la campagne de bombardement soviétique demeura en grande partie inefficace. Les pilotes finlandais et les servants de l’artillerie antiaérienne infligèrent des pertes importantes aux Soviétiques.

## Bombardements soviétiques

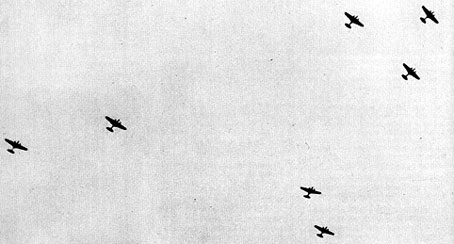
Bombardiers soviétiques Tupolev SB apparaissant dans le ciel au-dessus d'Helsinki 30 novembre 1939.

Environ 2 500 avions des forces aériennes soviétiques, pour la plupart des bombardiers Tupolev SB-2, soutinrent l'invasion de la Finlande par l'Armée rouge. Les dégâts matériels occasionnés par des attaques de bombardiers furent légers car la Finlande, pays rural à l'habitat clairsemé, n'offrait pas de nombreuses cibles intéressantes pour les bombardements stratégiques. Les objectifs étaient souvent de petits dépôts de village de faible valeur. La Finlande n'avait que quelques routes modernes, si bien que l’infrastructure ferroviaire fut la principale cible des bombardiers. Les voies ferrées furent coupées des milliers de fois mais furent facilement réparées et les Finlandais disposaient généralement de trains en fonctionnement quelques heures après les attaques.
La capitale de la Finlande, Helsinki, fut bombardée le premier jour de la guerre et fut la cible de quelques raids par la suite. La Finlande perdit seulement 5 % du total de son temps de production en raison des bombardements soviétiques. Néanmoins, les bombardements touchèrent des milliers de civils, les Soviétiques ayant lancé 2 075 bombardements sur 516 localités. Les raids aériens tuèrent 957 civils finlandais. La ville de Viipuri, un objectif majeur pour les Soviétiques, fut presque rasée par près de 12 000 bombes.

## Force aérienne finnoise

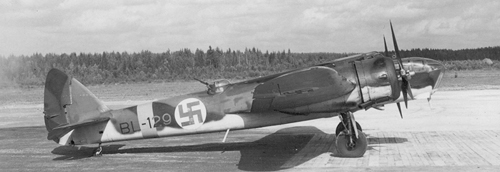
Les Finlandais avaient commandé 18 bombardiers légers britanniques Bristol Blenheim en 1936.

Au début de la guerre, la Finlande avait une petite force aérienne, avec 114 avions en état de voler. Par conséquent, les missions aériennes finlandaises furent très limitées et les chasseurs furent principalement utilisés pour repousser les bombardiers soviétiques. Démodés et peu nombreux, les avions finlandais ne pouvaient pas offrir de soutien au sol aux troupes. En dépit des pertes pendant toute la guerre, la force aérienne finlandaise réussit à augmenter sa taille de moitié avant la fin de la guerre. La plupart des nouvelles livraisons d'aéronefs arrivèrent au cours du mois de janvier 1940.
Les pilotes de chasse finlandais piquaient souvent sur des formations soviétiques qui les surpassaient d’un facteur dix ou même vingt. Les chasseurs finlandais abattirent 240 avions soviétiques (victoires confirmées), et accusèrent la perte de 26 appareils. Une base aérienne finlandaise avancée était souvent constituée seulement d'un lac gelé, d'une manche à air, d'un poste téléphonique et de tentes. Les alertes aériennes étaient données par des femmes recrutées par le Lotta Svärd. Les artilleurs antiaériens abattirent entre 314 à 444 avions soviétiques.

### Avions finlandais
Au début des hostilités, la force aérienne finlandaise avait 146 avions de tous types à sa disposition. Les principaux chasseurs étaient 15 Bristol Bulldog IV qui avait été mis en service en 1935 et 41 Fokker D.XXI, plus modernes. Il y avait également 18 bombardiers Bristol Blenheim construits sous licence. En 1939, une commande avait été passée en Italie pour 25 chasseurs Fiat G.50 ; deux étaient en cours d'assemblage en Suède lorsque la guerre éclata. Pendant la guerre, un certain nombre d'avions furent commandés à l'étranger :
- 30 chasseurs biplans Gloster Gladiator II au Royaume-Uni
- 12 bombardiers Bristol Blenheim IV au Royaume-Uni
- 30 chasseurs Morane-Saulnier MS.406 en France
- 44 chasseurs Brewster 239 aux États-Unis
- 22 avions d’entrainement Gloster Gauntlet au Royaume-Uni
- 10 chasseurs Fiat G.50 en Italie

En combat aérien, la Finlande utilisait la formation finger-four (quatre avions divisés en deux paires, une volant à basse altitude et l'autre à haute altitude, avec chaque avion luttant indépendamment des autres mais appuyant son ailier au combat) qui était supérieure à la tactique soviétique de trois chasseurs volant dans une formation en triangle. Cette formation et le credo des pilotes finlandais d’attaquer sans cesse, sans égard pour les dommages, contribuèrent à l'échec des bombardiers soviétiques à infliger des dommages importants aux positions finlandaises et aux centres urbains.